# Verena Petrasch

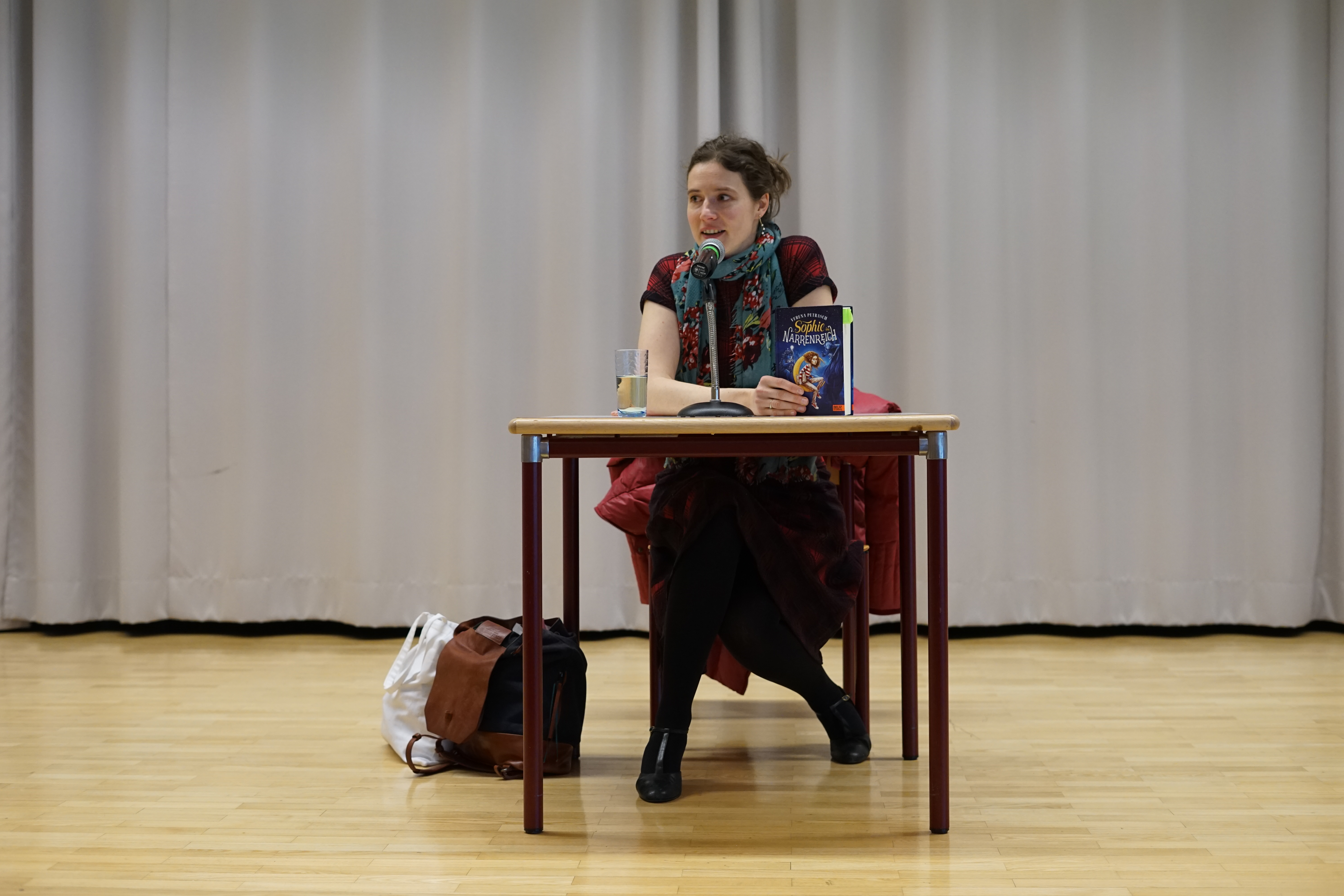
Lesung von Verena Petrasch in Linz am 18. März 2019 im Zuge der LESERstimmen 2019

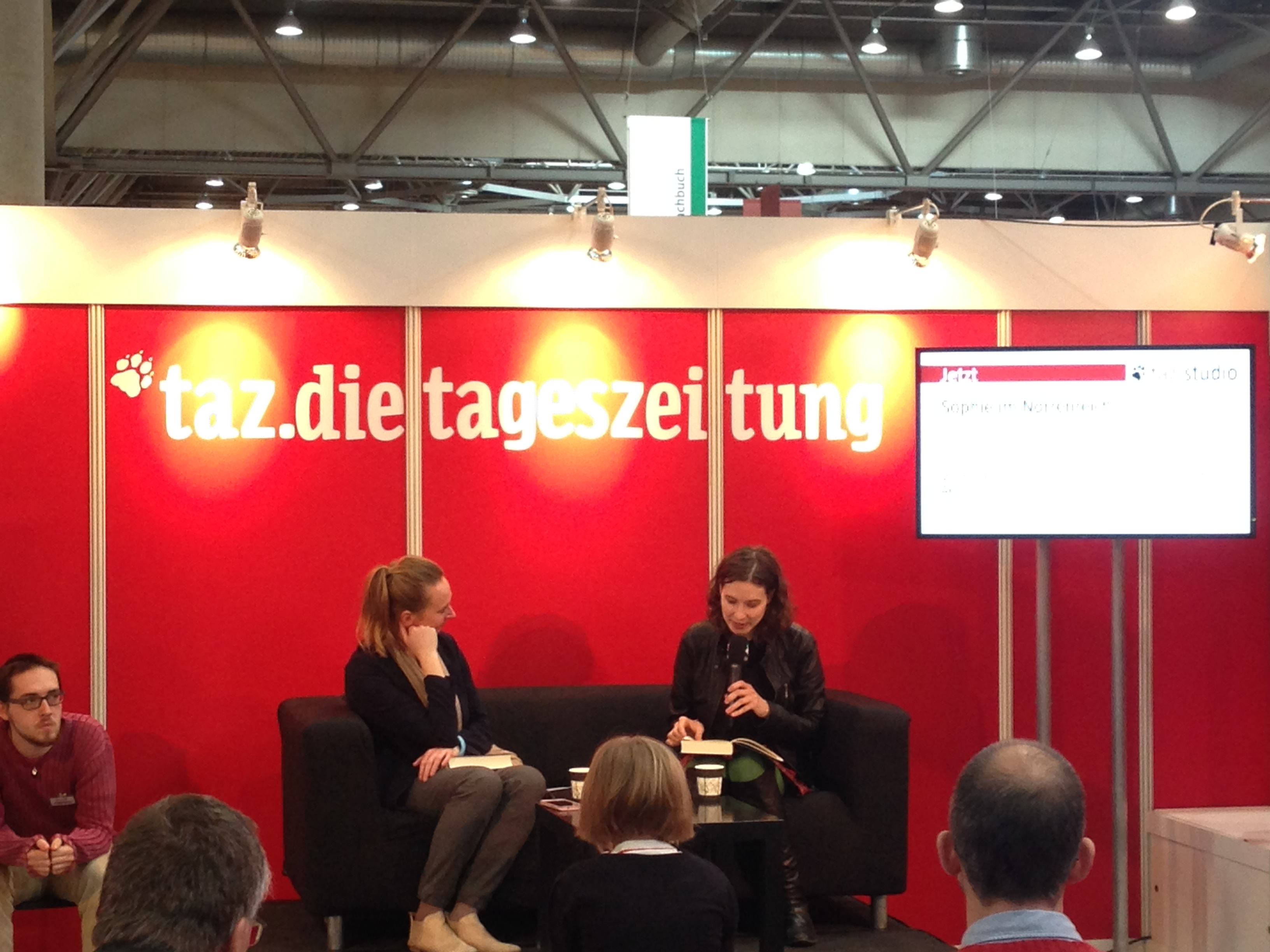
Verena Petrasch (rechts) mit taz-Redakteurin Doris Akrap auf der Leipziger Buchmesse 2017

Verena Petrasch (* 2. April 1981 in St. Gallen, Schweiz) ist eine österreichische Schriftstellerin.

## Leben und Werk
Verena Petrasch wuchs in Dornbirn in Vorarlberg auf. Sie studierte Grafikdesign und neue Medien an der Universität für angewandte Kunst in Wien und an der Högsskolan för Design och Konsthantverk (HDK) in Göteborg sowie Management mit Schwerpunkt Marketing am Management Center Innsbruck (MCI). Nach dem Studium arbeitete sie unter anderem für Stefan Sagmeister und Fons Hickmann, 2007 machte sie sich als Grafikdesignerin selbständig. Für ihre grafischen Arbeiten wurde sie mehrfach ausgezeichnet (u. a. mit dem TDC Award New York  und dem Joseph Binder Award)
Seit 2012 wandte sie sich immer mehr dem Schreiben von Kinder- und Jugendliteratur zu. 2015 erhielt sie das Mira Lobe Stipendium für Kinder- und Jugendliteratur vom Österreichischen Bundesministerium für Kunst und Kultur. Ihr erster Roman Sophie im Narrenreich erschien 2017 bei Beltz & Gelberg. Er wurde 2018 mit dem Crysalis Award ausgezeichnet und 2019 für die LESERstimmen nominiert. Ihr zweiter Roman Der Händler der Töne erschien 2020 (ebenfalls bei Beltz & Gelberg) und wurde von der boys & books e.V. als Toptitel für Jungen (03/2020 – 09/2020) in der Altersgruppe 12+ empfohlen.

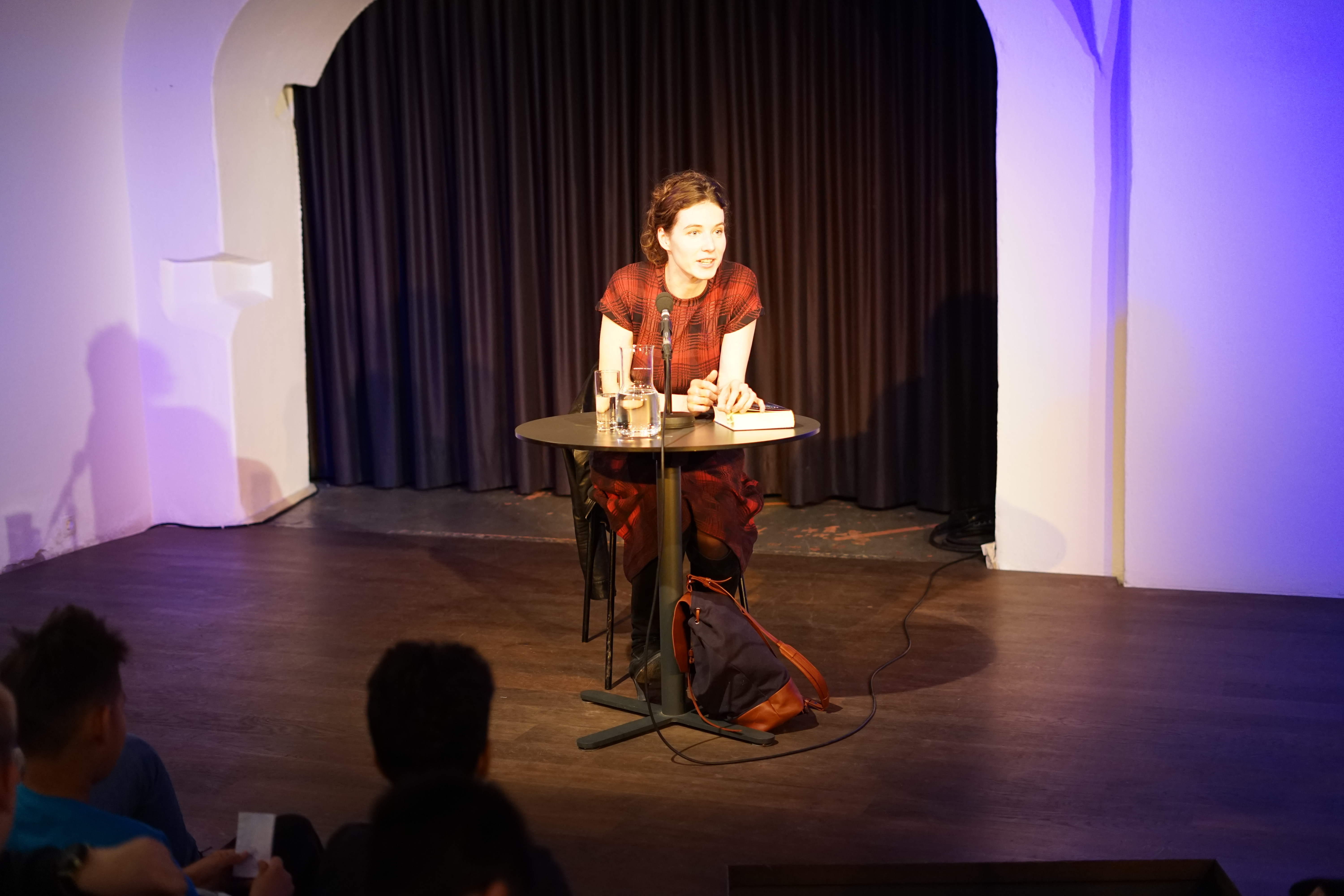
Verena Petrasch im Theater am Saumarkt (Feldkirch) am 26. Juli 2017

Seit 2020 lebt und arbeitet Verena Petrasch als freie Schriftstellerin in Linz und verfasst neben Romanen für Kinder auch Anthologiebeiträge und Geschichten für den Hörfunk. Sie entführt ihre jungen Leser mit ihren literarisch anspruchsvollen Geschichten in neuartige phantastische Welten und flechtet gern Themen und Fragestellungen ein, die zum Nachdenken anregen. So schrieb der Borromäusverein in seiner Rezension über Sophie im Narrenreich, der Autorin sei es „gelungen, sogar philosophische und religiöse Fragestellungen in einer liebenswerten Geschichte zu verstecken.“ und Sebastian Fasthuber schreibt im Falter am 21. Oktober 2020 über Der Händler der Töne: „Die Geschichte schwankt zwischen Abenteuerroman und poetischer Fantasy, sie ist voller Ideen, enorm handlungsstark und durchaus auch mit literarischem Anspruch geschrieben. Ein gelungenes Mehr-Generationen-Buch.“

## Publikationen

### Romane
- Sophie im Narrenreich, Roman für Kinder ab 11 Jahren. Beltz & Gelberg, Weinheim, März 2017, ISBN 978-3-407-82214-7
- Der Händler der Töne, Roman für Kinder ab 10 Jahren. Beltz & Gelberg, Weinheim, Juli 2020, ISBN 978-3-407-75825-5

### Hörfunk
- Sternschnuppentage bei Oma, siebenteilige Gutenachtgeschichte für: Ohrenbär (rbb, WDR KiRaKa, NDR Info), Redaktion: Sonja Kessen, gelesen von Uta Hallant, Ursendung: 6. bis 12. August 2018[10]
- Emil und die Zauberlaterne, vierteilige Gutenachtgeschichte für: Ohrenbär (rbb, NDR Info), Redaktion: Sonja Kessen, gelesen von Alexander Khuon, Ursendung: 9. bis 12. November 2020[11]
- Zum Glück ist Lars Erfinder, siebenteilige Gutenachtgeschichte für: Ohrenbär (rbb, NDR Info), Redaktion: Sonja Kessen, gelesen von Markus Meyer, Ursendung: 1. bis 8. Mai 2022[12]
- Super-Nick im Einsatz, siebenteilige Gutenachtgeschichte für: Ohrenbär (radio3 rbb), Redaktion: Sonja Kessen, gelesen von Bernd Moss, Ursendung: 16. bis 21. Mai 2025[13]

### Anthologiebeiträge
- Tortenschlachten. Geschichten zum Geburtstag, Herausgeberin: Petra Hartlieb. Residenz Verlag, Salzburg/Wien; Juli 2015, ISBN 978-3-7017-1646-3
- Happy Birthday! Geburtstagsgeschichten zum Feiern, Herausgeberin: Christine Stemmermann. Diogenes Verlag, Zürich; Juli 2020, ISBN 978-3-7017-1646-3
- Die Liebe zum Buch: Gebundene Worte, Herausgeber: Leonie Eis, Livia Fox, Julie Hell, Saskia Sophie Martens, Sven Mertens, Femke Scharnowski, Maiken Spingler, Raya Wegner, Deike Sophie Wendt. BoD; Mai 2021, ISBN 978-3-7534-1700-4

## Auszeichnungen, Stipendien und Preise (Literatur)
- 2022: LESERstimmen – Preis der jungen LeserInnen des Büchereiverband Österreichs, Nominierung von Der Händler der Töne[14]
- 2020: Top Titel Winter 2020 in der Altersgruppe 12+ für Der Händler der Töne, boys & books e.V.[7]
- 2019: LESERstimmen – Preis der jungen LeserInnen des Büchereiverband Österreichs, Nominierung von Sophie im Narrenreich[6]
- 2018: Crysalis Award von der European Science Fiction Society für Sophie im Narrenreich[5]
- 2015: Mira Lobe Stipendium für Kinder- und Jugendliteratur vom Österreichischen Bundesministerium für Kunst und Kultur.[4]